# Hugh Hudson
Hugh Hudson (Londres, 25 de agosto de 1936 – Londres, 10 de fevereiro de 2023) foi um diretor de cinema, produtor e roteirista britânico. Dirigiu os filmes Greystoke: The Legend of Tarzan, Lord of the Apes, Revolution e Chariots of Fire que lhe valeu uma indicação ao Óscar de melhor diretor de 1981 e o Globo de Ouro de melhor filme estrangeiro.

## Morte
Hudson morreu em 10 de fevereiro de 2023 em um hospital em Charing Cross, Londres.